# أوليكسي لوتسينكو
أوليكسي لوتسينكو (بالأوكرانية: Луценко Олексій Миколайович)‏ هو لاعب كرة قدم أوكراني في مركز الدفاع، ولد في 3 مارس 1997 في أوكرانيا. لعب مع نادي فورسكلا بولتافا.

## وصلات خارجية
- أوليكسي لوتسينكو على موقع اتحاد أوكرانيا (الإنجليزية)
- أوليكسي لوتسينكو على موقع قاعدة بيانات كرة القدم.إي يو (الإنجليزية)
- أوليكسي لوتسينكو على موقع Soccerway.com (الإنجليزية)